# Grand Prix moto du Pacifique 2000
Le  Grand Prix moto du Pacifique 2000 est la quinzième manche du championnat du monde de vitesse moto 2000. La compétition s'est déroulée du 13 au 15 octobre 2000 sur le Twin Ring Motegi connu sous le nom de circuit de Motegi.
C'est la 1re édition du Grand Prix moto du Pacifique.

## Classement 500 cm3
| Pos  | Pilote                   | Constructeur | Temps/Écart     | Points |
| ---- | ------------------------ | ------------ | --------------- | ------ |
| 1    | Kenny Roberts Jr         | Suzuki       | 46 min 23 s 327 | 25     |
| 2    | Valentino Rossi          | Honda        | +6 s 175        | 20     |
| 3    | Max Biaggi               | Yamaha       | +6 s 360        | 16     |
| 4    | Carlos Checa             | Yamaha       | +19 s 727       | 13     |
| 5    | Norifumi Abe             | Yamaha       | +21 s 994       | 11     |
| 6    | Àlex Crivillé            | Honda        | +22 s 237       | 10     |
| 7    | Alex Barros              | Honda        | +23 s 963       | 9      |
| 8    | Loris Capirossi          | Honda        | +26 s 051       | 8      |
| 9    | Nobuatsu Aoki            | Suzuki       | +26 s 388       | 7      |
| 10   | Tadayuki Okada           | Honda        | +32 s 508       | 6      |
| 11   | Régis Laconi             | Yamaha       | +36 s 078       | 5      |
| 12   | Sete Gibernau            | Honda        | +37 s 760       | 4      |
| 13   | Tetsuya Harada           | Aprilia      | +38 s 014       | 3      |
| 14   | Jeremy McWilliams        | Aprilia      | +55 s 675       | 2      |
| 15   | Jurgen van den Goorbergh | TSR-Honda    | +1 min 06 s 664 | 1      |
| 16   | Tekkyu Kayoh             | Honda        | +1 min 28 s 554 |        |
| 17   | David Tomas              | Honda        | +1 tour         |        |
| 18   | Yoshiteru Konishi        | TSR-Honda    | +1 tour         |        |
| Abd. | Garry McCoy              | Yamaha       | Abandon         |        |

## Classement 250 cm3
| Pos  | Pilote              | Constructeur | Temps/Écart     | Points |
| ---- | ------------------- | ------------ | --------------- | ------ |
| 1    | Daijiro Kato        | Honda        | 43 min 26 s 394 | 25     |
| 2    | Shinya Nakano       | Yamaha       | +0 s 707        | 20     |
| 3    | Marco Melandri      | Aprilia      | +19 s 677       | 16     |
| 4    | Olivier Jacque      | Yamaha       | +24 s 260       | 13     |
| 5    | Tohru Ukawa         | Honda        | +28 s 673       | 11     |
| 6    | Anthony West        | Honda        | +49 s 317       | 10     |
| 7    | Ralf Waldmann       | Aprilia      | +50 s 661       | 9      |
| 8    | Hiroshi Aoyama      | Honda        | +1 min 06 s 700 | 8      |
| 9    | Jason Vincent       | Aprilia      | +1 min 08 s 330 | 7      |
| 10   | Yasumasa Hatakeyama | Honda        | +1 min 14 s 158 | 6      |
| 11   | Shahrol Yuzy        | Yamaha       | +1 min 20 s 838 | 5      |
| 12   | Alex Debón          | Aprilia      | +1 min 20 s 946 | 4      |
| 13   | Luca Boscoscuro     | Aprilia      | +1 min 22 s 838 | 3      |
| 14   | Fonsi Nieto         | Yamaha       | +1 min 22 s 817 | 2      |
| 15   | David Checa         | TSR-Honda    | +1 min 22 s 942 | 1      |
| 16   | Naoki Matsudo       | Yamaha       | +1 min 37 s 060 |        |
| 17   | Yoshinori Korogi    | Honda        | +1 min 46 s 753 |        |
| 18   | Sébastien Gimbert   | TSR-Honda    | +1 min 47 s 920 |        |
| 19   | Johann Stigefelt    | TSR-Honda    | +1 min 48 s 952 |        |
| Abd. | Julien Allemand     | Yamaha       | Abandon         |        |
| Abd. | Roberto Rolfo       | Aprilia      | Abandon         |        |
| Abd. | Shinichi Nakatomi   | Honda        | Abandon         |        |
| Abd. | Jamie Robinson      | Aprilia      | Abandon         |        |
| Abd. | Franco Battaini     | Aprilia      | Abandon         |        |
| Abd. | Vincent Philippe    | TSR-Honda    | Abandon         |        |
| Abd. | Klaus Nohles        | Aprilia      | Abandon         |        |
| Abd. | Jarno Janssen       | TSR-Honda    | Abandon         |        |
| Abd. | Lucas Oliver Bulto  | Yamaha       | Abandon         |        |
| Abd. | Sebastian Porto     | Yamaha       | Abandon         |        |
| Abd. | Osamu Miyazaki      | Yamaha       | Abandon         |        |

## Classement 125 cm3
| Pos  | Pilote             | Constructeur | Temps/Écart     | Grille | Points |
| ---- | ------------------ | ------------ | --------------- | ------ | ------ |
| 1    | Roberto Locatelli  | Aprilia      | 41 min 55 s 152 | 1      | 25     |
| 2    | Emilio Alzamora    | Honda        | +13 s 790       | 5      | 20     |
| 3    | Simone Sanna       | Aprilia      | +16 s 429       | 12     | 16     |
| 4    | Masao Azuma        | Honda        | +21 s 734       | 4      | 13     |
| 5    | Ivan Goi           | Honda        | +28 s 060       | 8      | 11     |
| 6    | Alex De Angelis    | Honda        | +28 s 277       | 10     | 10     |
| 7    | Noboru Ueda        | Honda        | +28 s 322       | 7      | 9      |
| 8    | Arnaud Vincent     | Aprilia      | +29 s 155       | 6      | 8      |
| 9    | Pablo Nieto        | Derbi        | +29 s 521       | 18     | 7      |
| 10   | Angel Nieto Jr     | Honda        | +33 s 499       | 11     | 6      |
| 11   | Manuel Poggiali    | Derbi        | +38 s 889       | 13     | 5      |
| 12   | Antonio Elias      | Honda        | +39 s 828       | 21     | 4      |
| 13   | Steve Jenkner      | Honda        | +39 s 983       | 15     | 3      |
| 14   | Gino Borsoi        | Aprilia      | +40 s 151       | 20     | 2      |
| 15   | Yuzo Fujioka       | NER Honda    | +55 s 189       | 14     | 1      |
| 16   | Tomoyoshi Koyama   | Yamaha       | +55 s 212       | 22     |        |
| 17   | Gianluigi Scalvini | Aprilia      | +1 min 09 s 288 | 16     |        |
| 18   | Max Sabbatani      | Honda        | +1 min 11 s 898 | 25     |        |
| 19   | Marco Petrini      | Aprilia      | +1 min 11 s 980 | 24     |        |
| 20   | Masafumi Ono       | Honda        | +1 min 12 s 325 | 19     |        |
| 21   | Reinhard Stolz     | Honda        | +1 min 38 s 513 | 27     |        |
| 22   | Marco Tresoldi     | Italjet      | +1 min 52 s 521 | 29     |        |
| Abd. | Naoki Katoh        | Honda        | Abandon         | 17     |        |
| Abd. | Youichi Ui         | Derbi        | Abandon         | 3      |        |
| Abd. | Randy de Puniet    | Honda        | Abandon         | 23     |        |
| Abd. | Leon Haslam        | Aprilia      | Abandon         | 28     |        |
| Abd. | Éric Bataille      | Honda        | Abandon         | 26     |        |
| Abd. | Nobuyuki Yunoki    | Honda        | Abandon         | 9      |        |
| Exc. | Toshihisa Kuzuhara | Honda        | Exclusion       |        |        |